# 26-os számú Országos Kéktúra szakasz
A 26-os számú Országos Kéktúra szakasz 54,2 km hosszúságú, a Zempléni-hegységen halad át Boldogkőváralja és Sátoraljaújhely között.
| jelzés | azonosító | útvonal | hossz km | infók |
| ------ | --------- | --- | -------- | ----- |
|        | OKT-261   | Boldogkőváralja – műút – Arka – Arka-patak-völgye – Fónyi-oldal – Hosszú-rét – Erdészház – Bónyi-kút – Mogyoróska – Várhegy (Regéci vár) – Regéc | 17,5     |       |
|        | OKT-262   | Regéc – Dorgói erdészház – Pengőkői-út – Tokár-tető – Pengő-kő – Bagoly-bérc-tető – Istvánkúti erdészház                                         | 8,3      |       |
|        | OKT-263   | Istvánkúti erdészház – Mlaka-rét – Szpalanyica-rét – Hangyás-bérc – Cseliszka-rét – Brinzakóka-rét – Gerendás-rét – Eszkála erdészház            | 7,4      |       |
|        | OKT-264   | Eszkála erdészház – Eszkála-tető – Kecske-hát – Kecske-hát-rét – Zsidó-rét – Matisz-rét – Labanc-rét – Cifra-kút – Rákos-kút – Makkoshotyka      | 9,8      |       |
|        | OKT-265   | Makkoshotyka – Hutka-szilvás – Hárs-elő – Cirkálótanya                                                                                           | 2,8      |       |
|        | OKT-266   | Cirkálótanya – Rókás-völgy – Pusztadélő – Rákóczi-fa – Hideg-oldal – Csonka-kút – Pandák-völgy – (Sátoraljaújhely) Nagy-nyugodó                  | 8,4      |       |

Változások:
A Magyar Természetjáró Szövetség 2015-ben módosította az Országos Kéktúra 26. szakaszát, és áthelyezte a Sátoraljaújhely felőli végpontját a korábbi Bányi-nyereg nevű ellenőrzőpontról a városhoz jóval közelebb fekvő Nagy-nyugodó nevű ellenőrzési pontra. Ezzel a módosítással a Bányi-nyereg 3718-as jelzésű autóúton haladó szakasza kikerült a 26-os OKT szakasz útvonalából. A Bányi-nyereg bélyegzője még sokáig elérhető maradt eredeti helyén, a Lőtér utcai Vöröskő Vendégház kerítésének faoszlopán, azonban 2017-ben a pecsétdoboz végleg leszerelésre került.
Az Országos Kéktúra 2015-ös módosulásával, a Nagy-nyugodó bélyegzőhely kialakításával okafogyottá vált az egyébként helyileg sem ott lévő Bányi-nyereg bélyegző, ezért 2017. május 10-én leszerelésre került. A jelenlegi és korábbi igazolófüzetekbe a Bányi-nyereg bélyegzőhelyére a Nagy-nyugodó bélyegző használatát kérjük. 
OKT = Országos Kéktúra

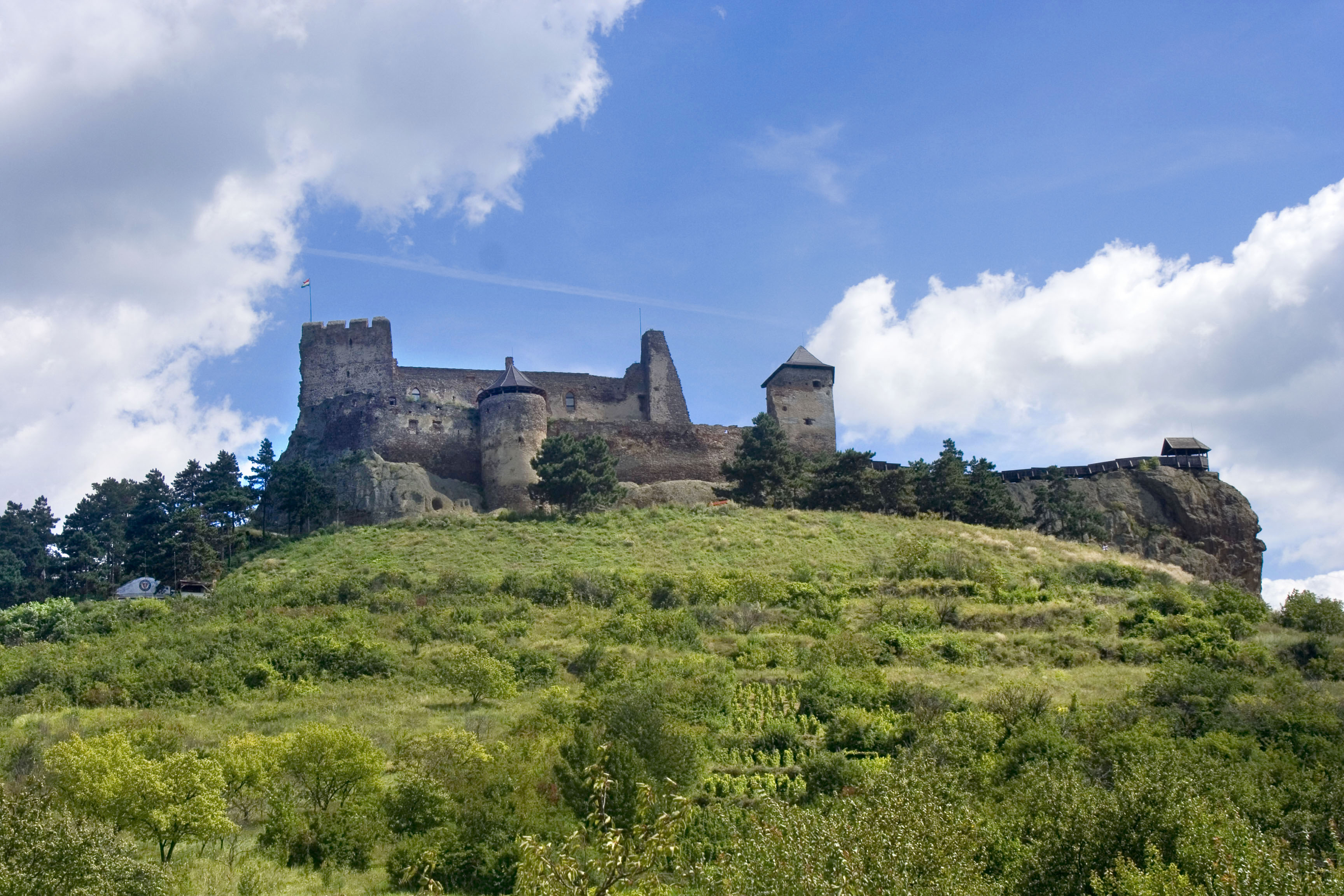
Boldogkői vár
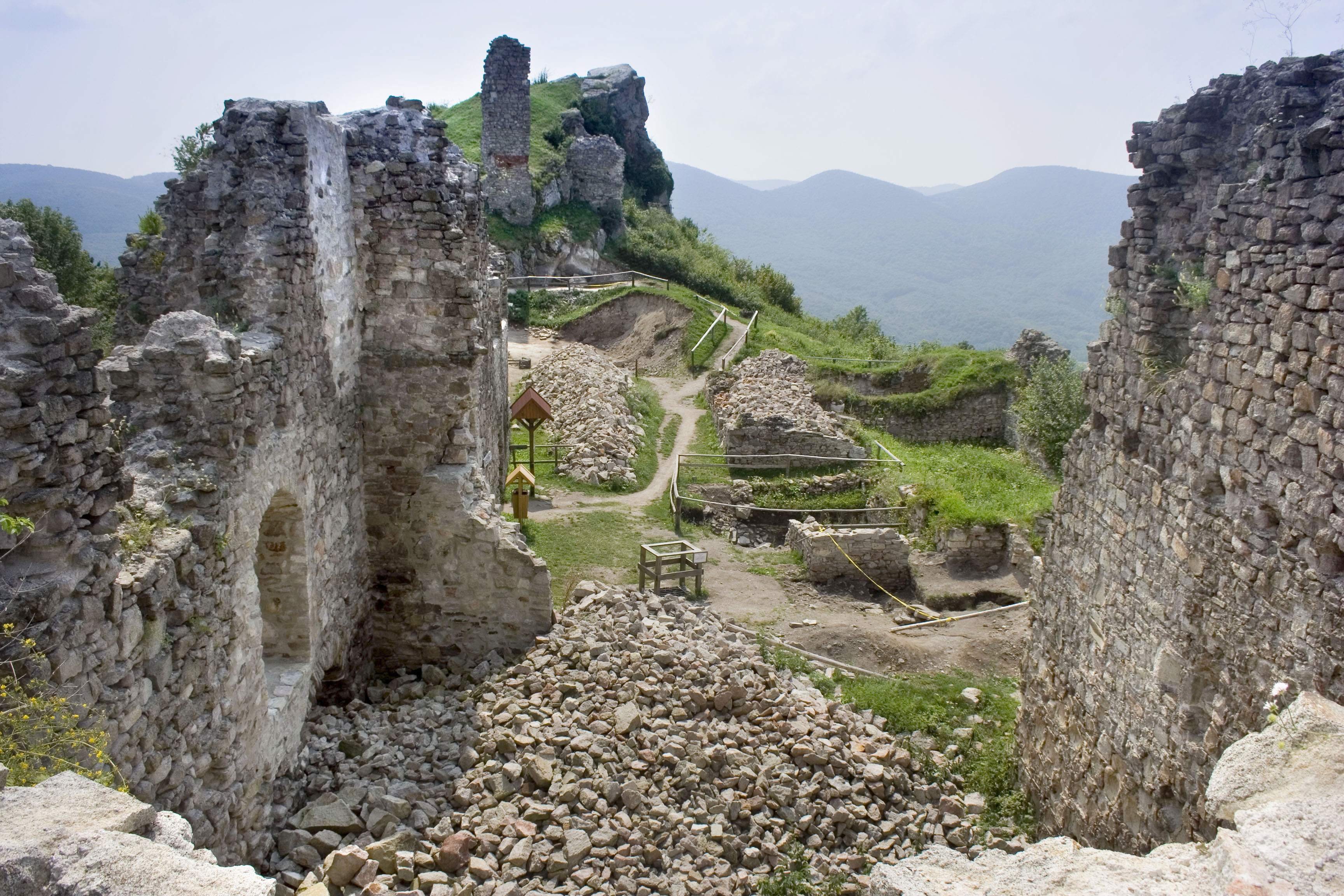
Regéci vár
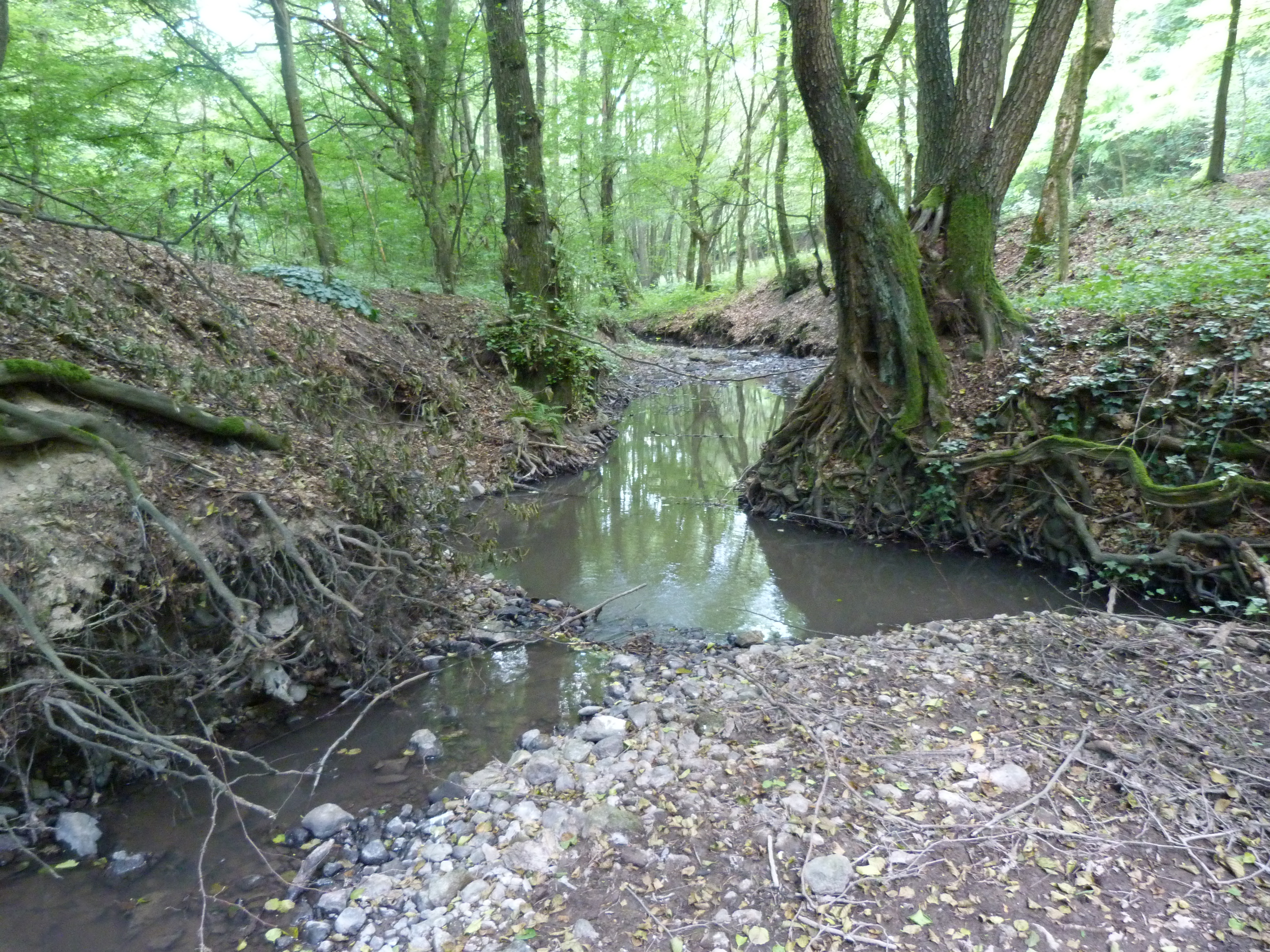
A Hotyka-patak
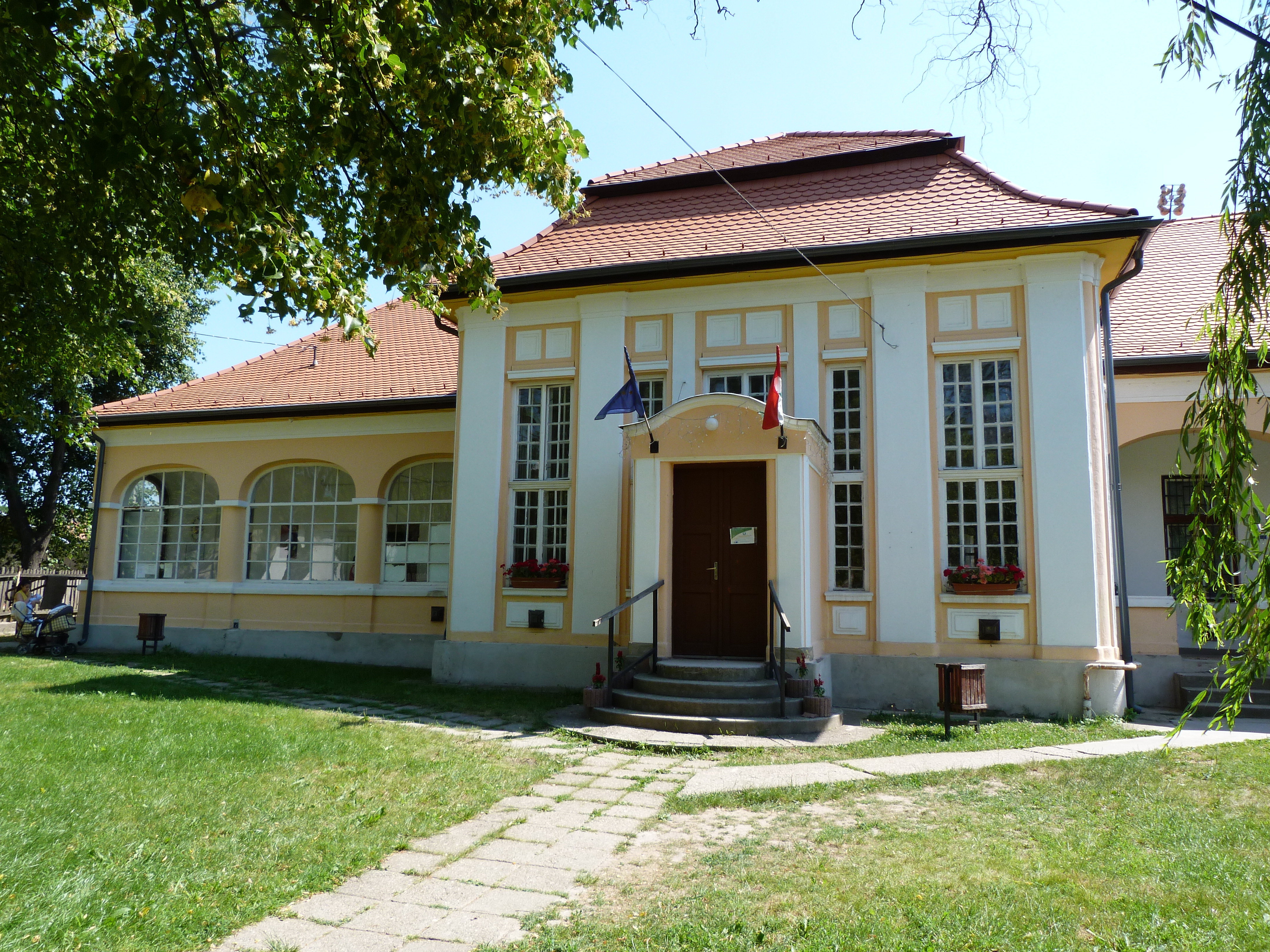
A Meczner-kastély Makkoshotykán